# Uhlberg (Fränkische Alb)
Der Uhlberg ist eine 604,7 Meter hohe Bergkuppe westlich der Stadt Treuchtlingen im mittelfränkischen Landkreis Weißenburg-Gunzenhausen.

## Geographie
Der Berg liegt etwa 7 Kilometer südwestlich von Treuchtlingen, nahe der Gemeindegrenze zu Wolferstadt und etwa 700 m vom Weiler Siebeneichhöfe entfernt. Er ist ein Nebengipfel des weniger bekannten, knapp einen Kilometer westlich liegenden Hirschbucks (621,1 m ü. NHN). Der Bergstock mit den beiden Kuppen befindet sich im südlichen Hahnenkamm und ist von einem ausgedehnten Waldgebiet bedeckt. Im Osten liegen der Hausberg und der Kühberg.
Eine Verkehrsanbindung besteht über die Staatsstraße St 2216 Treuchtlingen–Auernheim. Von dort zweigt vor Auernheim eine Stichstraße zu den Siebeneichhöfen ab.

## Geschichte
Funde lassen darauf schließen, dass schon die Kelten auf der Anhöhe des Uhlbergs siedelten. Von 1140 bis ins 17. Jahrhundert gibt es Hinweise auf einen Weiler.
Urkundlich ist der Uhlberg, der seinen Namen von der Eule ableitet, erstmals 1144 erwähnt, als dort ein Benediktinerinnenkloster gegründet wurde. 1242 bis 1364 kam das Uhlberggebiet durch Schenkung und Kauf in den Besitz des Deutschen Ordens in Ellingen.

## St.-Ulrichs-Kapelle

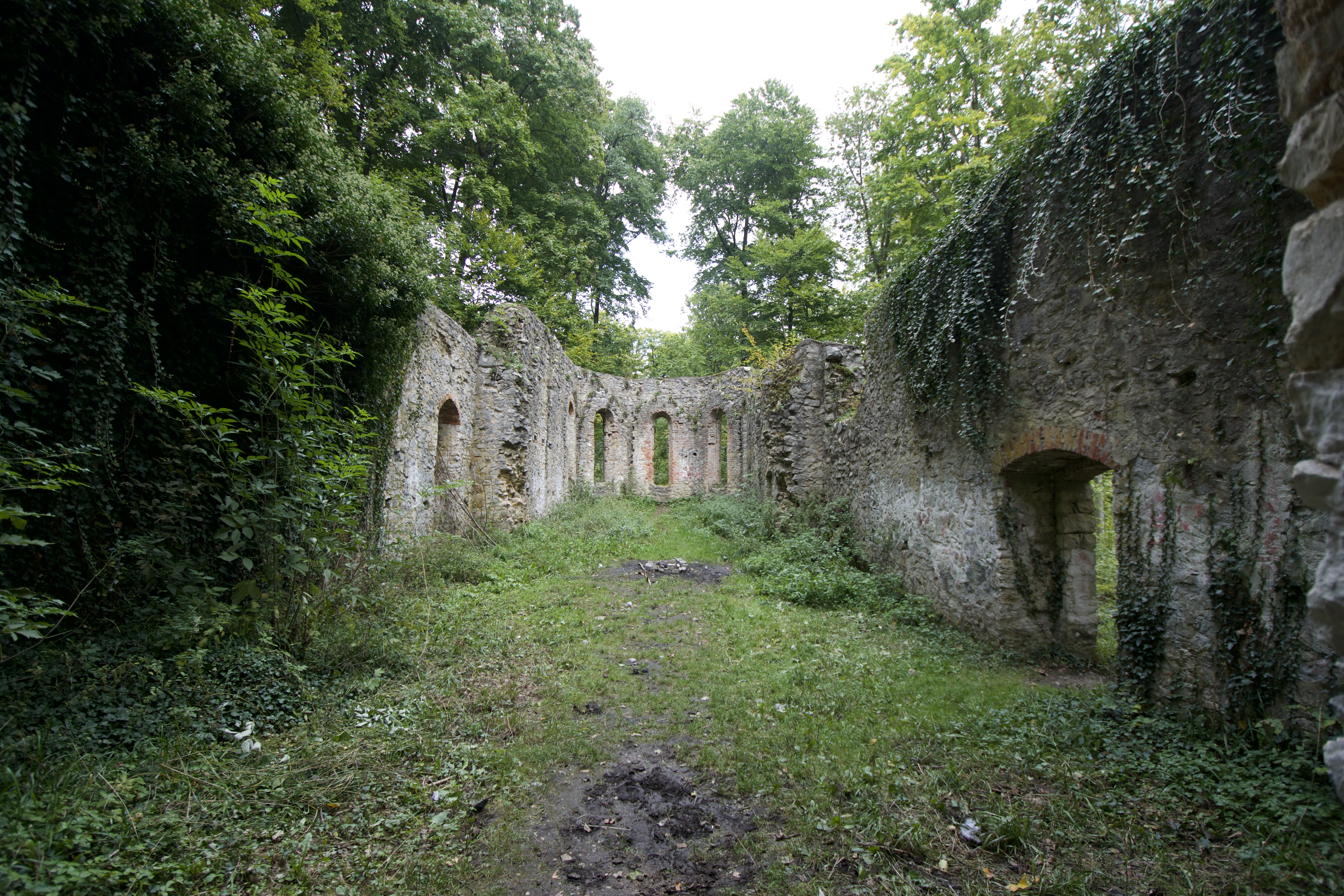
Uhlbergkapelle (Innenansicht)

200 m südwestlich des Uhlberg-Gipfels, auf dem Gebiet von Wolferstadt, steht auf 594 m Höhe die St.-Ulrichs-Kapelle, die Ruine einer im 15. Jahrhundert vom Landkomtur Melchior von Neuneck erbauten kleinen Kirche. In einem Ablassbrief des Papstes Paul II von 1466 ist das 26 × 10 m große Gebäude erstmals erwähnt.
Der Sage nach ließ Ulrich von Rechenberg die Kapelle 1144 bauen. Seine Tochter Adelheid soll 1221 Äbtissin der Frommen Frauen gewesen sein.
Der Historiker Martin Winter sieht die Kaplanei- oder Frühmesskirche als Teil einer Kleinsiedlung (mit Ortsnamen wie Löffelmahd, Westerreisach oder Gut Blumenberg), die schon im 14. Jahrhundert abgegangen ist.
Nachdem die Pfalz-Neuburg  reformiert wurde, ließ Pfalzgraf Ottheinrich die Kirche aufgeben und verfallen. 
Ende des 19. Jahrhunderts wurde sie – damals schon Ruine – restauriert; heute unterhalten die Bayerischen Staatsforsten das Gemäuer. 
Um das Kirchlein ranken sich zahlreiche Legenden, so soll es dort spuken, eine Weiße Frau soll dort umgehen usw., weshalb der Ort Mystiker anzieht. Ein Dorfpfarrer schrieb 1952: „Nach einer Sage soll an diesem Ort ein Schatz verborgen sein. Aberglaube und Geldgier haben vor 100 Jahren unter dem Haupteingang danach gegraben.“